# مدن الشركات

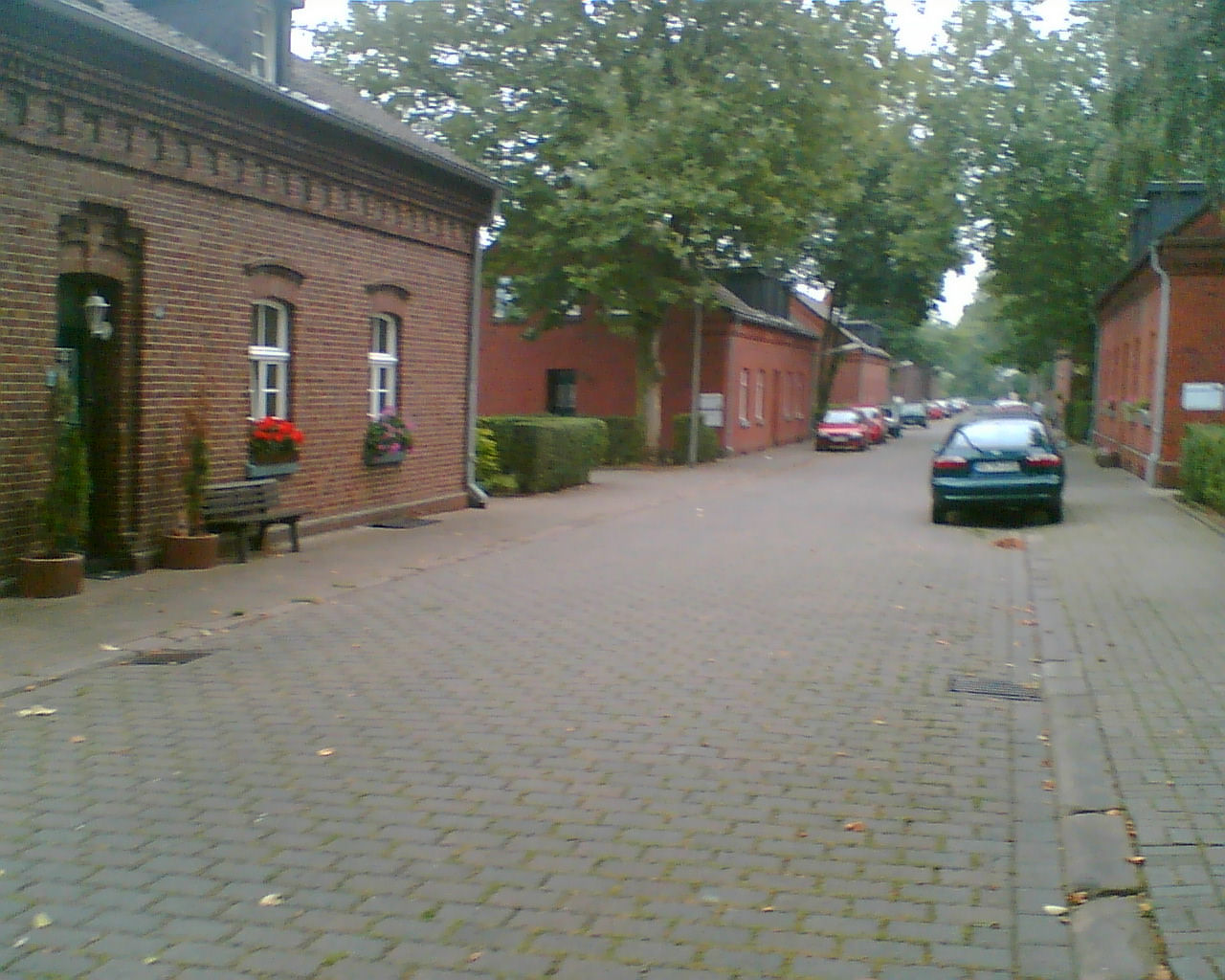
مدينة سيدلونج أيزنهايم في أوبرهاوزن ، ألمانيا

مدينة الشركة هي المدينة التي تكون فيها جميع المحلات والمساكن مملوكة من قبل شركة واحدة معينة وتكون أيضًا جهة العمل الرئيسية فيها. وغالبًا ما يتم تخطيط مدن الشركة بمجموعة من وسائل الراحة مثل المتاجر والكنائس والمدارس والأسواق والمرافق الترفيهية.
وهي عادة ما تكون أكبر من القرية النموذجية. وأفضل الأمثلة على مدن الشركات كانت مُثل عليا؛ ولكن العديد منهن اعتبروا مسيطرين أو مستغلين. تطورت أخرى بأشكال متعددة بطريقة غير مخططة، مثل هضبة سميت بولاية بنسلفانيا في الولايات المتحدة الأمريكية إذ تعد واحدة من أقدم المدن، والتي بدأت كمعسكر للتعدين كشركة ليهاي للفحم والملاحة وموقع الألغام وتبعد (14.5كم) عن أقرب طريق خارجي.

## نظرة عامة
كانت الأوضاع التقليدية لمدن الشركات هي الصناعات المستخرجة التي تقوم بها مثل الفحم  و المناجم المعدنية  والخشب، وأسست مواقع السد ومعسكرات صناعة الحرب مدن الشركات الأخرى. وبما أن المتاجر غالبا ما كانت تحتكرها الشركة نفسها في هذه المدن، فقد كان من الممكن أن يكون نظام دفع النقود بالسلع لا بالنقد. وفي الاتحاد السوفييتي فقد كان هناك العديد من مدن لعلماء الطاقة النووية (الذرية)
عادة ما يتم عزل مدينة الشركة عن الجيران، والمدن المجاورة وترتكز في مصنع إنتاج كبير، مثل مصانع الخشب أو مصانع المواد الصلبة أو مصنع للسيارات. كما يعمل مواطنو المدينة إما في المصنع أو في إحدى الشركات الصغرى، أو قد يفعل أحد أفراد العائلة ذلك.
قد تتبرع الشركة أيضًا بمبنى الكنسية إلى بعض الجماعات المحلية، التي تدير الحدائق، وتستضيف الأحداث الثقافية مثل الحفلات الموسيقية، وما إلى ذلك. ولكن إذا تراجعت أرباح الشركة المالكة أو خرجت من سوق العمل، فإن الأثر الاقتصادي على مدينة الشركة يصبح مدمر، حيث ينتقل الناس إلى وظائف في أماكن أخرى.
غالبًا ما تصبح مدن الشركة مدنًا وبلدات عامة منتظمة في نموها وجذب غيرها من المستوطنات والمؤسسات التجارية والبنية التحتية للنقل العام والخدمات. وفي أحيان أخرى، قد لا تعد المدينة رسمياً مدينة شركة، ولكنها قد تكون مدينة يعمل فيها أغلبية المواطنين في شركة واحدة، مما يخلق وضعاً مماثلاً لمدينة الشركة (خاصة فيما يتعلق باقتصاد هذه المدينة).
علاوة على ذلك، تمتد هذه الاعتماديات إلى أحياء ومناطق من المدن الكبرى. وفي كل الحالات، إذا كانت الشركة الرئيسية تنهار في الأوقات العجاف، أو تخفق بشكل تام أو تتلاشى أهمية الصناعة (كما هو الحال مع ساحات السكك الحديدية ودعم قاطرة البخار وصناعات التعدين وفحم الأنثراسايت التي تعتمد على قاطرات البخار التي تحفز المطالب) فإن المجتمعات ستتقلص وتفقد العقارات قيمتها ومن ثم ينتقل السكان إلى أماكن آخرى للعثور على عمل، ويحمل شباب المجتمع أبناء جيلهم إلى منطقة ديموغرافية أخرى.

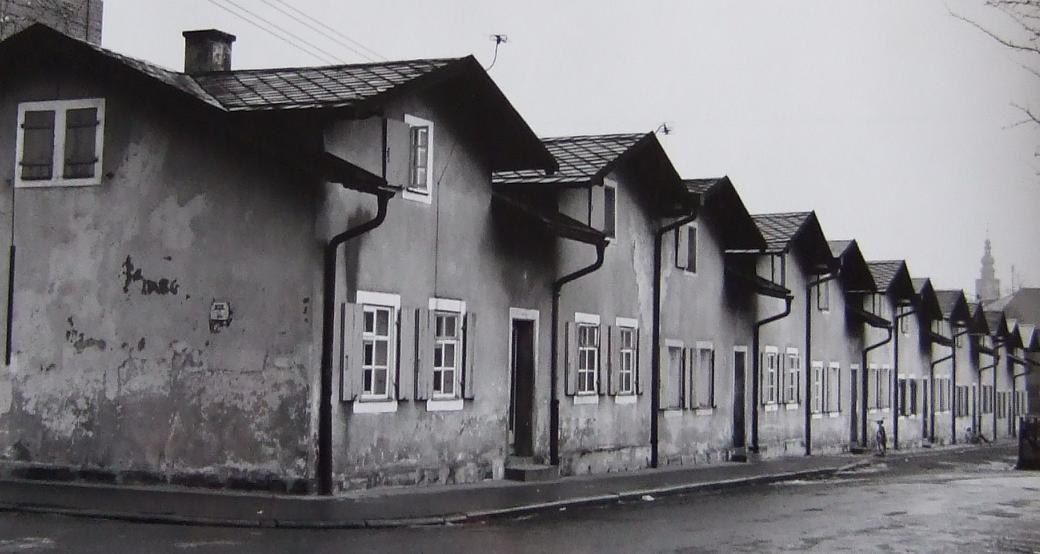
مدينة شركة بورغ في بايرويت ، ألمانيا

## التاريخ
الأبوية:
تشير الأبوية (أبوية)، وهي شكل خفي من أشكال الهندسة الاجتماعية، إلى السيطرة على العمال من قبل أرباب عملهم الذين سعوا لإجبار المثل العليا للطبقة المتوسطة على موظفي الطبقة العاملة.  واعتبر العديد من رجال الأعمال في القرن التاسع عشر أن الأبوية مسؤولية أخلاقية، أو التزام ديني في كثير من الأحيان، مما يؤدي إلى تقدم المجتمع مع تعزيز مصالحهم التجارية الخاصة. وبالتالي، فإن مدينة الشركة توفر فرصة فريدة لتحقيق هذه الغايات.
على الرغم من أن العديد من الأمثلة البارزة لمدن الشركات تصور مؤسسيها على أنهم «رأسماليون لهم ضمير»، على سبيل المثال، مدينة بورنفيل  من مدينة جورج كادبوري إذ يُنظر إليها بسخرية. فإن مدينة الشركة كانت في كثير من الأحيان حيلة مجدية اقتصاديًا لجذب العمال والاحتفاظ بهم.
بالإضافة إلى ذلك، عادة ما تكون المحلات التجارية الربحية في مدينة الشركة مملوكة للشركة نفسها، والتي كانت لا يمكن تجنبها لعمالها المعزولين، مما أدى إلى احتكار المالكين.
و على الرغم من النجاح الاقتصادي لمدن الشركة، إلا أنها تفشل في بعض الأحيان سياسياً بسبب الافتقار للمسؤولين المنتخبين والخدمات المملوكة للبلديات. وبناءً على ذلك، فغالباً لا يكون للعمال أي رأي في الشؤون المحلية، وبالتالي يشعرون بأنهم يتلقون الأوامر فحسب.
وفي نهاية المطاف، يتسبب هذا المناخ السياسي في استياء العمال وأسفر بالنسبة للعديد من السكان عن فقدان العاطفة على المدى البعيد، كما كان هذا هو الحال في بولمان.

## درس بولمان
بالرغم من أن العديد من مدن الشركات الصغيرة كانت موجودة في مناطق التعدين في بنسلفانيا قبل الحرب الأهلية، فلقد كانت بولمان واحدة من أكبر وأهم المدن في الولايات المتحدة، ويتم تطويرها في ثمانينيات القرن التاسع عشر خارج حدود مدينة شيكاغو. كانت المدينة مملوكة بالكامل للشركة، وقدمت الإسكان والأسواق والمكتبة والكنائس والترفيه لموظفي الشركة البالغ عددهم 6000 وعدد مماثل من التابعين للموظفين. على الرغم من أنه يمكن العثور على إيجارات أرخص في المجتمعات المجاورة ألا انه كان يجب على الموظفين أن يعيشوا في بولمان للقرب من مكان عملهم.
عملت المدينة بنجاح حتى الذعر الاقتصادي في عام 1893م، عندما انخفض الطلب على منتجات الشركة، وكان يجب تخفيض أجور الموظفين وفقاً لذلك. ولكن، رفضت الشركة تخفيض الإيجارات في المدينة أو تخفيض أسعار السلع في متاجرها، مما أدى إلى إضراب العمال في بولمان عام 1894م. ووجدت لجنة وطنية تشكلت للتحقيق في أسباب الإضرابات حيث كانت الأبوية في بولمان مسؤولة جزئيا ووصفت «غير أمريكية». أدان التقرير بولمان لرفضه التفاوض وتسببه بالمعاناة الاقتصادية التي خلقها للعمال في مدينة بولمان. «تحظى الميزات الجمالية بإعجاب الزائرين، ولكنها لا تملك إلا القليل من المال القيم بالنسبة للموظفين، خاصة عندما يفتقرون إلى مصدر رزقهم». رفعت ولاية إيلينوي دعوى قضائية، وفي عام 1898م، أجبرت المحكمة العليا في إيلينوي شركة بولمان على تجريد الملكية في المدينة وثم تم ضمها إلى مدينة شيكاغو.
ومع ذلك، أكد المراقبون الحكوميون أن مبادئ بولمان كانت دقيقة، حيث أنه زود موظفيه بنوعية حياة من غير الممكن تحقيقها معهم، ولكنهم أقروا بأن أبوته المفرطة لم تكن مناسبةً لاقتصاد الشركات على نطاق واسع، وبالتالي تسبب في سقوط المدينة. وبناءً عليه، رأى المراقبون الحكوميون والمصلحون الاجتماعيون على حد سواء الحاجة إلى تحقيق توازن بين السيطرة والمدن المصممة جيدًا، واستنتجوا أن المدينة النموذجية للشركة لن تنجح إلا إذا كان للمهنيين المستقلين، الذين يعملون كحاجز بين أصحاب العمل والموظفين، دورًا في التصور والإدراك والتخطيط وإدارة هذه المدن. تقول المؤرخة ليندا كارلسون أن مديري المدن التجارية في أوائل القرن العشرين اعتقدوا أنهم يستطيعون تجنب الأخطاء التي ارتكبها جورج بولمان في ثمانينيات القرن التاسع عشر. وتقول: انهم أرادوا خلق حياة أفضل لموظفيهم كتوفير: السكن اللائق والمدارس الجيدة و«رقي أخلاق» المجتمع. وفي المقابل، فقد كانوا يتوقعون موظفين مستقرين، يعملون بجد ويتجنبون الشراب وشروره، والأهم من ذلك، لا يقعون فريسة لبلديات منظمي النقابات.
وهكذا، لم يقتل أضراب بولمان مفهوم مدينة الشركة بل بدأ فصل جديد في وجودها. على مدى الثلاثين سنة التالية، تم التخلي عن النموذج القديم من الأبوية لصالح المدن الجديدة المصممة مهنيا مع المهندسين المعماريين ومهندسي المناظر الطبيعية والمخططين لترجمة «مفاهيم جديدة للعلاقات الصناعية والرعاية الاجتماعية إلى أشكال مادية جديدة».

## انحدار مدن الشركات الأمريكية
وبحلول عام 1920م، انخفضت الحاجة إلى مدن الشركات بشكل كبير بسبب زيادة الثراء الوطني. وعلى الرغم من عدم المساواة في الدخل ومستوى المعيشة المنخفض نسبيا بين عمال المصانع، فإن ازدهار العشرينات شهد تحسنًا ملموسًا في رفاهية العمال المادية. كان الاقتصاد الأمريكي القوي بعد الحرب يعني أن الشراء بالأقساط كان متاحًا لأصحاب الأجور المنخفضة الذين يمكنهم الآن شراء سلع لا يملكون قيمتها مثل السيارات وأجهزة الراديو. علاوة على ذلك، لم يعد العمال يعتمدون على أصحاب العمل في الرعاية الصحية والتعليم.
وبحلول 1920م، كانت طبيعة السيارات المنتشرة على نطاق واسع تعني أن العمال لم يعودوا بحاجة للعيش بالقرب من أماكن عملهم كما كانوا يفعلون بالسابق، وأصبح بإمكانهم الآن الحصول على المزيد من فرص العمل. حيث جاء مزيج من الحرية مع وسائل النقل الخاصة ورأى الإعلام الجماهيري أن عزلة مدن الشركة قد تقلصت وأصبح الأساس الاجتماعي لمدينة الشركة أقل ضرورة.
علاوة على ذلك، فإن إمكانية وصول الطبقة العاملة لوسائل النقل الخاصة تمثل أيضا خطوة من المساواة لأنها لم تكن متاحة في السابق إلا للأثرياء فقد. ومع ازدياد إمكانية الوصول إلى البلديات المجاورة، تمكن سكان مدن الشركات من الوصول إلى كمية متزايدة من الموارد العامة التي تمولها الحكومة مثل المدارس والمكتبات والحدائق العامة. وفقًا لذلك، لم تعد هناك حاجة لمرافق مدن الشركات التي كانت قبل الرأسمالية تعد رفاهية، وغير قابلة للوصول إلى الطبقة العاملة كالسابق.
وشهدت هذه الحرية الجديدة تغييراً في عقلية العمال الذين بدأوا ينظرون إلى رأسمالية الرفاهية على أنها مهينة أكثر من كونها حافز. وبناءً على ذلك، بدأ العديد من الموظفين في طلب أجر إضافي بدلاً من برامج الرعاية الاجتماعية. وقد لقي ذلك قبولًا جيدًا من قبل بعض أرباب العمل، حيث بدأت فكرة «عدم التدخل» التي تروج لفضائل ريادة الأعمال في مكافأة العمل الجاد بدلاً من العمل الخيري المباشر، لتشكيل الأبوية الجديدة..
كما قلل العصر الحديث وزيادة الحاجة الملحوظة إلى الأبوية والإصلاح الأخلاقي. ونتيجة لذلك، شهد التباطؤ الاقتصادي في أوائل الثلاثينات من القرن الماضي أن بعض الشركات تتخلص من برامج رفاهية الموظفين لخفض التكاليف. ومع ذلك، فإن الصفقة الجديدة لإدارة روزفلت وجهت الضربة النهائية لإنهاء المدن الأمريكية من خلال رفع الحد الأدنى للأجور وتشجيع الحكم الذاتي الصناعي ويدفع أصحاب مدن الشركات «للنظر في مسألة خطط لملكية الموظفين في نهاية المطاف من المنازل». كما أدت «الصفقة الجديدة» إلى تقليص الحاجة إلى إسكان الموظفين من خلال تحويل تمويل الإسكان إلى نظام أقل فائدة وجعله نظام أقل إيداعًا وأن تكون ملكية المنازل في متناول الطبقة العاملة.

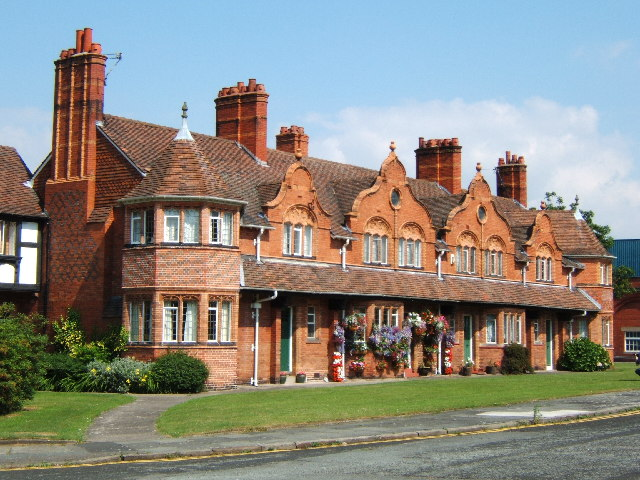
مثال على المنازل في ميناء صن لايت

## مدن الشركات النموذجية
خلال أواخر القرن التاسع عشر، تجسدت المدن النموذجية للشركات، حيث أدرك الصناعيون المستنيرون أن العديد من العمال الفقراء كانوا يعيشون في ظروف قاسية. ورغب هؤلاء الصناعيون في مكافحة الظروف غير الصحية والمزدحمة التي تشيعها دوائر الطبقة العاملة من أجل خلق ظروف معيشية أفضل للعمال.
كانت مدن الشركات النموذجية مثل (بورت سنلايت عام 1888م  وبوورنفيل عام 1895م)  مؤثرين فيما يتعلق ببنائها وتخطيطها المبتكر. وتعتبر الأفكار الناتجة عن هذه المدن النموذجية ذات تأثير كبير على حركة حديقة المدينة.
تهتم مدينة الشركة النموذجية بخلق شركة منتجة ومزدهرة. يعتقد الصناعيون المستنيرون أنه تحقيقه من خلال توفير بيئة سكنية أكثر صحة لموظفيها. ينطوي تخطيط مدينة نموذجية للشركة على دمج مفاهيم جديدة لتصميم المنزل وتخطيطه. وتم عرض الأبوية للعالم الصناعي المستنير في رغبته في توفير بيئة لموظفيه كانت جذابة جماليا والتي تضمنت المساكن المصممة تصميماً جيداً والحدائق والمدارس والمكتبات وقاعات الاجتماعات كما يرغب الصناعي في المساهمة في زيادة رفاهية العمال من خلال توفير برامج اجتماعية مثل الأحداث الرياضية والوظائف. ولكن هذا مع ذلك، يسلط الضوء على السلطة والسيطرة الهائلة التي يمتلكها مالك الشركة، والذي يمكن أن يشكل نمط حياة وأنشطة موظفيه لخدمة مصالحه ومصالح الشركة.
تم تأسيس قرى نموذجية للعمال المزارعين في أوائل القرن التاسع عشر في المملكة المتحدة.  فقد كان إنشاء مدن الشركات النموذجية واضحا بشكل خاص في بريطانيا خلال النصف الأخير من القرن التاسع عشر مع إنشاء سالتير عام 1851م في بورنفيل وبورت سنلايت وكريسويل وإرسويك الجديدة 1901م وتزامنت مع حركة الإصلاح السكني التي شددت على تحسين المساكن بالنسبة للطبقة العاملة، وتناقض هذه المدن النموذجية مع ظروف الاكتظاظ في أحياء الطبقة العاملة البريطانية، والتي غالبًا ما كانت تتميز بالسكن المزدحم، والظروف غير الصحية، وسوء توفير المساحات والمرافق المفتوحة. كما عززت مدن الشركات النموذجية فكرة نظامية ومخططة لتنمية المدينة وكذلك فكرة التخطيط لاحتياجات المجتمع من أجل توفير ظروف معيشية أكثر صحة.
تميزت مدن الشركات النموذجية حول منتصف القرن التاسع عشر، مثل كوبلي في عام 1849م، بالقرب من هاليفاكس، وسالتير 1853م، بالقرب من برادفورد، من خلال المساكن المحسنة للعمال التي تتناقض مع مساكن الطبقة العاملة في القرى والمدن الصناعية الأخرى. دفعت هذه المدن النموذجية للشركات إلى إنشاء مدن أخرى، مثل بورت سنلايت وبورنفيل وكريسويل في بيئة إصلاحية.

## مدن الشركات النموذجية في بريطانيا
تأسس بورت سنلايت في تشيشاير بواسطة وليام ليفر (سيمت لاحقاً لورد ليفرهيوليم) من ليفر بروذيرز - صانع الصابون والشحوم الحيوانية. تم تصميم التخطيط السابق لهذه المدينة النموذجية للشركة لتتناسب مع تضاريس الموقع المعرجة. استقبل بورت سان لايت موظفي ليفر براذرز من خلال توفير السكن المحسن (الأكواخ ذات التصاميم والمواد المتنوعة) والحدائق، بالإضافة إلى المرافق الاجتماعية والمجتمعية، بما في ذلك القاعات والمدارس وملاعب التنس والبولينج.
واستخدمت عناصر التخطيط الرسمية وغير الرسمية، مثل الشوارع المستقيمة القريبة من وسط المدينة والشوارع المنحنية في المناطق السكنية. يمثل هذا المزيج من الرسمي وغير الرسمي سمة جديدة من تخطيط المدن البريطانية.
تم تأسيس بورنفيل في عام 1895م، التي تقع بالقرب من برمنغهام، من قبل الأخوين كادبوري، جورج وريتشارد. اختار جورج وريتشارد كادبوري نقل مصنع كادبوري إلى هذا الموقع الجديد من أجل تزويد موظفيهم بظروف معيشية محسنة وبيئة ريفية يمكن أن يستمتعوا بها - بعيدة كل البعد عن مركز مدينة برمنغهام المزدحم والمدخن. وتم منح العمال الفرصة لإكمال التدريب التجاري أو التقني في شكل دورة أكاديمية إجبارية. كما شجع كادبوري عمالهم على المشاركة في الحياة الاجتماعية في بورنفيل من خلال توفير المرافق الرياضية والأندية الرياضية والثقافية، فضلاً عن المناسبات الاجتماعية مثل حفلات الصيف. فقد قام جورج كادبوري بالتشجيع على التحلي بالقيم الجيدة، مثل الاحترام والادخار والرصانة، وسعى إلى توحيد مجتمع بورنفيل من خلال الطقوس مثل تقديم الهدايا بين صاحب العمل والموظف. كما أنشأت الشركة مجالس عمل، مثل مجلس أعمال المرأة، ودعمت النقابات العمالية.
مثلت بورنفيل اتحاد الصناعة والطبيعة حيث تتباهى مدينة الشركة بجاذبية الريف والتنمية منخفضة الكثافة والمساكن المبنية بصورة جيدة والجذابة بصريًا. وعلى غرار بورت سنلايت، استقبلت مدينة بورنفيل مجتمعًا مختلطًا، حيث لم تقتصر المساكن على القوى العاملة فقط. توضح بورنفيل كيف أنه، في نهاية القرن التاسع عشر، كانت هناك تنمية متدنية الكثافة إلى جانب توفير الهواء الطلق والمساحة وأشعة الشمس. وكما عززت حدائق بورنيفيل ومتنزهاتها وشوارعها التي تصطف على جانبيها الأشجار، ورحابتها بوضعها الريفي الجميل، وأظهرت سعي جورج كادبوري لتزويد العمال ببيئة صحية وجميلة وجيدة التهوية.
قامت شركة بولسوفير بتطوير منتجعين مثاليين للتعدين في ديربيشاير خلال أواخر القرن التاسع عشر، بولسوفير وكريسويل. تهدف شركة بولسوفير إلى توفير ظروف معيشية محسنة لعمال المناجم وأسرهم في هذه القرى الصناعية النموذجية. فبنيت المنازل في كريسويل في دوائر متحدة المركز، وداخل هذه الدوائر كان هناك حديقة كبيرة مفتوحة ومنصة موسيقية. لم تكن شركة بولسوفير تهدف فقط إلى توفير مساكن أفضل للعمال ، بل كانت ترغب أيضًا في تحسين أخلاقهم ، اعتقادا منها أن توفير المرافق وتعزيز رفاهية العمال من شأنه تثبيط حالات السكر وادمان القمار واستخدام اللغة السيئة. قدمت شركة بولسوفير مرافق مفيدة للموظفين في كلتا القريتين بما في ذلك المدارس والنوادي وصالات البولينج ومحلات المجتمع التعاوني وملاعب الكريكت. خلال السنوات الأولى من بناء هذه القرى الصناعية النموذجية، حيث نظمت شركة بولسوفير العديد من الفعاليات التي تهدف إلى تعزيز الحياة المجتمعية، مثل عروض الزهور والمحاضرات والأحداث الرياضية والحفلات الموسيقية وحفلات الشاي.

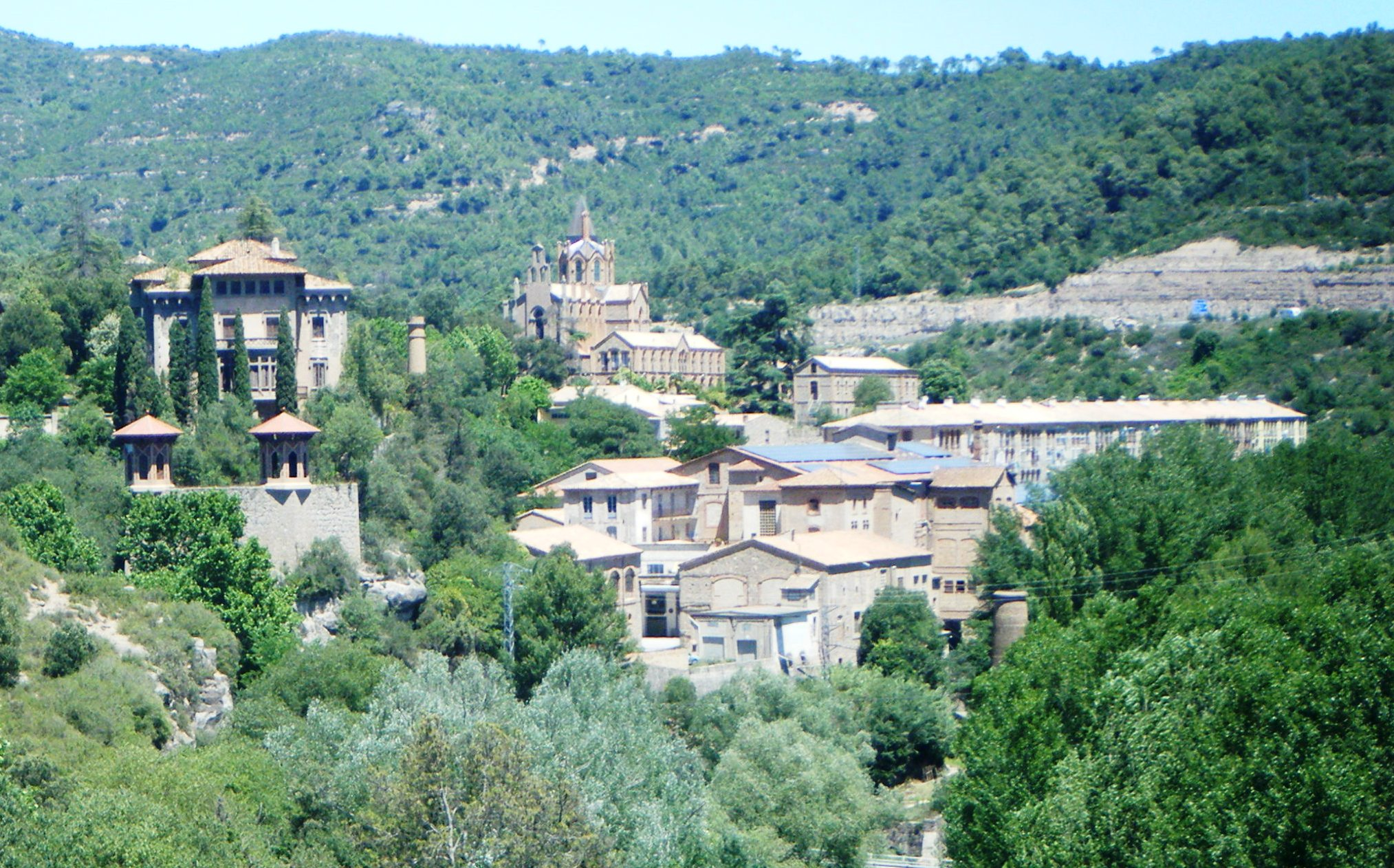
مدينة شركة نسيج ، أو مستعمرة صناعية في بيرجويدا

## المستعمرات صناعية في كاتالونيا ، إسبانيا
تتمتع كاتالونيا ، وهي منطقة تقع في شمال شرق إسبانيا، بكثافة أعلى من مدن الشركات المعروفة محليًا باسم المستعمرات الصناعية. وتتركز بشكل خاص في أحواض الأنهار على طول تير ولوبريغات. على سبيل المثال في بيرجويدا ، ويوجد هناك حوالي 14 مستعمرة في 20 كيلومترا ، فالعدد الإجمالي في كاتالونيا حوالي مائة. وكانت هذه المدن الصغيرة التي قد تم إنشاؤها حول مصنع ، بنيت في منطقة ريفية ، وبالتالي ، فإنها منفصلة عن أي مجموعة سكانية أخرى. حيث أنهم كانوا يسكنون ما بين 100 و 500 نسمة ، وفي بعض الحالات حوالي 1000 شخص.
كانت هذه المستعمرات الصناعية جانباً نموذجياً للتصنيع في كاتالونيا ، وبالتحديد التصنيع الثاني ، مما أدى إلى تغير بعض المناطق التي كانت ذات يوم مجرد ريفية بحته ثم أصبحت صناعية. تم إنشاؤها لأول مرة في النصف الثاني من القرن التاسع عشر ، وخاصة من 1870م فصاعداً. تم إنشاء المستعمرات الأخيرة في السنوات الأولى من القرن العشرين. وبالتالي ، فإن مدن الشركات في كاتالونيا لها تاريخ يعود إلى 150 عامًا تقريبًا ، على الرغم من أنه في جميع الحالات تقريبًا تم إغلاق الشركة التي كانت تدير المستعمرة. وتعد الصناعة الأكثر شيوعا في هذه المستعمرات هي المنسوجات. وهناك أكثر من 75 مستعمرة نسيجية مسجلة. على الرغم من وجود بعض مستعمرات التعدين والمعادن والزراعة.
في الغالب تم بناء هذه المستعمرات (وخاصة تلك المرتبطة بالنسيج) بالقرب من النهر وكان هذا بسبب استخدامها للطاقة الهيدروليكية (الناعور) لتشغيل المصنع. السبب الأول لهذا هو أن كاتالونيا كانت تفتقر وجود الفحم واستيراده كان باهظ الثمن. بالإضافة إلى ذلك ، توفر الأنهار الكتالونية (كانت بحجم صغير ولكن شديدة الانحدار) طاقة حرة لا تنضب تقريبًا ، والتي كانت تنقص فقط في أوقات الجفاف.
عندما بدأ نظام المستعمرات الصناعية بالانهيار في الستينيات. أفرغت المستعمرات تدريجيا من الناس حتى قبل حدوث الأزمة الصناعية النهائية ، التي ساءت في عام 1978م. وفي ثمانينيات وتسعينيات القرن العشرين، أغلقت جميع المصانع في هذه المستعمرات الصناعية أبوابها. ومنذ تلك اللحظة، أصبحت العديد من المستعمرات مدن مستقلة عن الشركة الآن، وتم هجر بعضها وبقائها بدون سكان. وتم تأجير مصانع أخرى إلى صناعات أصغر أو تكمن الآن فارغة.
تشمل بعض المستعمرات الأكثر إثارة للاهتمام: كالمباني ذات الأهمية المعمارية مثل؛ كال روزال بين بيرغا وأفييا وألفان، والتي كانت، في عام 1858م ، أول مستعمرة في عصر بناء مستعمرات كبيرة في لوبريغات. كال فيدال في بويج ريج، التي تضم متحف مستعمرة فيدال، وتعد زيارة مثالية لأي شخص يرغب في تعلم كيف كانت الحياة في واحدة من هذه التجارب الصناعية.

## مدن الشركات في العصر الحالي
- البرازيل : تأسست فوردلانديا على يد صاحب المصانع الأمريكي هنرى فورد في عام 1928م كمدينة صناعية مسبقة التجهيز في غابة الأمازون الاستوائية الممطرة بالبرازيل. كان من المقرر أن يسكنها 10 آلاف شخص ولكنها فشلت وتم التخلي عن المدينة في عام 1934م.
- كندا: تم تطوير أرفيدا ، كيبيك في عام 1927 م ، كمدينة تابعة للشركة ، ليبلغ عدد سكانها حوالي 14000 نسمة ، وكانت تعرف باسم "المدينة التي بنيت في 135 يومًا.
- فنلندا: كووسانكوسكي في فنلندا ، التي كانت تعرف سابقاً باسم «العاصمة الورقية لفنلندا»، هي مثال ساطع على الانخفاض الذي اضطر العديد من مدن الشركات إلى التعامل معه عندما تكافح الشركة نفسها. واعتمدت المدينة على ثلاث مصانع للورق مملوكة لشركة كيمفين من سبعينيات القرن التاسع عشر حتى عام 2005م عندما تم إغلاق مطاحن ، فويكاكا وكوسا ، تاركين مطحنة كيمي تعمل فقط. تم توظيف ما يقدر ب 5 ٪ من السكان المحليين من قبل المطاحن المغلقة وقرار كيميني ترك المدينة في فوضى في مستواها الاقتصادي والاجتماعي. انتهت حالة كووسانكوسكي المستقلة في عام 2009م عندما تم دمج المدينة في العاصمة الإقليمية كوفولا.

وهناك العديد من الأمثلة الأخرى.

## المصدر
- آرثر ميلفيل بيرسون (يناير - فبراير 2009م) «يوتوبيا ديرايد». علم الآثار. 62 (1): 46-49 ..
- فوغلسونج ، ر. (1986م) كتاب «تخطيط المدينة الرأسمالية». برينستون، مدينة نيوجيرسي: مطبعة جامعة برينستون.
- بارسونز ، ك. غارنر ، جون س. (1985م). كتاب «استعراض لمدينة الشركة النموذجية: التصميم الحضري من خلال المشاريع الخاصة في نيو انغلاند في القرن التاسع عشر». نيو انغلاند الفصلية.
- ليندا كارلسون ، مدن شركة المحيط الهادئ الشمالي الغربي (مطبعة واشنطن ، 2014م) ص. 190